# Falcón
Falcón je jeden ze 23 spolkových států Venezuely. Má rozlohu 24 800 km² a žije v něm 942 847 obyvatel. Hlavním městem státu je Coro. Zaujímá asi 2,71 % rozlohy Venezuely a z hlediska rozlohy je tak 10. největším venezuelským státem. Byl pojmenován v roce 1872 po venezuelském prezidentovi Juanu Crisóstomo Falcónovi. V letech 1899 až 1901 nesl stát název Estado Coro. 